# Potočani (Odžak)
Potočani ist ein Ort mit etwa 2.500 Einwohnern, der zur Gemeinde Odžak im Kanton Posavina, Bosnien-Herzegowina, gehört.

## Geographie
Potočani liegt im Nordosten von Bosnien-Herzegowina und gehört zur Gemeinde Odžak im Kanton Posavina. Angebunden ist der Ort durch eine Hauptstraße nach Odžak. Vom Ort aus führen auch Straßen und Schotterstraßen (Sokake) nach Srnava und Posavska Mahala. Die Grenze nach Kroatien befindet sich etwa zehn Kilometer nördlich.

## Bevölkerung
| Potočani (Odžak, Bosnien-Herzegowina)    |                 |                 |                 |
| Volkszählung im Jahr                     | 1991            | 1981            | 1971            |
| Kroaten                                  | 2.029 (90,17 %) | 2.051 (90,07 %) | 2.009 (91,60 %) |
| Serben                                   | 176 (7,82 %)    | 169 (7,42 %)    | 174 (7,93 %)    |
| Slawische Muslime                        | 0               | 0               | 3 (0,13 %)      |
| Jugoslawen                               | 12 (0,53 %)     | 37 (1,62 %)     | 0               |
| andere Nationalität oder keine Zuordnung | 33 (1,46 %)     | 20 (0,87 %)     | 7 (0,31 %)      |
| insgesamt                                | 2.250           | 2.277           | 2.193           |

| Demographie          |                  |
| Volkszählung im Jahr | Bevölkerungszahl |
| 1971                 | 2.193            |
| 1981                 | 2.277            |
| 1991                 | 2.250            |